# Meghalaya
Meghalaya är en delstat i nordöstra Indien, bebodd av kristna sinotibetanska och tibetoburmanska stamfolk. Folkmängden uppgår till cirka 3 miljoner invånare.

## Historia
Sedan Burma 1824 inlett ett krig mot stammar i Meghalaya, slöt maharadjan av Jaintia en uppgörelse med britterna om beskydd. Utvecklingen därefter gjorde att området inlemmades i Brittiska Indien. Meghalaya blev en egen delstat 21 januari 1972 efter att tidigare ha varit en del av Assam. Huvudstaden Shillong var tidigare huvudstad i Assam.

## Samhälle och religion
Befolkningen domineras av stamfolken khasi, jaintia och garo. 70 % har övergått från olika former av stamreligion till kristendom. Engelska är officiellt språk; andra viktiga språk är khasi, garo och bengali. Av de som är 7 år eller äldre var 75,48 % läskunniga vid folkräkningen 2011, därav 77,17 % av männen och 73,78 % av kvinnorna.
Befolkningen inom Khasi och Jaintia är av matrilinjär tradition, där Kha Khadduh innehar full arvsrätt.

## Administrativ indelning
Meghalaya är indelad i sju distrikt:
- East Garo Hills
- East Khasi Hills
- Jaintia Hills
- Ri Bhoi
- South Garo Hills
- West Garo Hills
- West Khasi Hills

## Geografi
Klimatet är tempererat och fuktigt; delstaten har mest nederbörd i Indien, och ligger därmed även i världstopp. En tredjedel av ytan består av skog och 11,0 % av åkermark. Det finns tre bergskedjor, nämligen Garo Hills, Khasi Hills och Jaintia Hills där Shillong Peak har den högsta toppen med 1 965 m ö.h.

## Ekonomi
Delstaten har stora mineraltillgångar, bland annat stenkol. Exploateringen är dock inte särskilt omfattande.
Inom jordbruket odlas många tropiska frukter, förutom ris, potatis och maniok (tapioka).